# Spalacidae
Die Spalacidae sind eine Nagetierfamilie aus der Gruppe der Mäuseartigen (Muroidea). In dieser Gruppe werden rund 36 vorwiegend unterirdisch und grabend lebende Arten zusammengefasst.

## Merkmale
Die Tiere sind an die unterirdische und grabende Lebensweise angepasst und gekennzeichnet durch verkleinerte oder rückgebildete Augen, einen kurzen Schwanz und einen stämmigen Körperbau mit breiter Schnauze. Sie weisen dadurch Ähnlichkeiten zu anderen grabenden Säugetieren, etwa den Maulwürfen und den Goldmullen, auf.

## Verbreitung
Spalacidae sind im südöstlichen Europa, in Asien und im nördlichen und östlichen Afrika verbreitet. Sowohl die Blindmäuse (Spalacinae) wie auch die Blindmulle (Myospalacinae) leben dabei in Eurasien und sie wurden teilweise als eigenständige Familien betrachtet. Einzelne Arten der Blindmäuse kommen dabei auch in Europa vor, etwa die Westblindmaus (Spalax leucodon, auch als Nannospalax leucodon) in Südosteuropa und die Ostblindmaus (Spalax microphthalmus) in der Ukraine und in Russland. Die Blindmulle leben vor allem im östlichen Russland bis in die Volksrepublik China. Die Wurzelratten (Rhizomyinae) leben in Mittel- und Südostasien und die Afrikanischen Maulwurfsratten (Tachyoryctinae) in Ostafrika.

## Systematik
Die Familie teilt sich in vier Unterfamilien:
- Blindmäuse (Spalacinae)
- Blindmulle (Myospalacinae)
- Wurzelratten (Rhizomyinae)
- Afrikanische Maulwurfsratten (Tachyoryctinae)